# 博克刀具
博克刀具（德語：Böker）成立於1839年，是一間歷史悠久及知名的刀具製造商及批發商，建基於德國索林根，主要製造折刀及戶外使用的刀，例如求生刀及軍刀等，同時亦有製造日常生活中的餐刀等等。Böker亦是其中一間最先於自己的生產線上製造陶瓷刀的製造商。